# Agelaia brevistigma
Agelaia brevistigma är en getingart som först beskrevs av Richards 1978.  Agelaia brevistigma ingår i släktet Agelaia och familjen getingar. Inga underarter finns listade i Catalogue of Life.